# Benzin (skladba)
Benzin je singl německé industrial metalové skupiny Rammstein. Byl vydán 7. října 2005 k albu Rosenrot.
Skladba poukazuje na rostoucí ceny benzínu. Ve videoklipu je skupina (kromě klávesisty Lorenze) vyobrazena jako znudění hasiči, kteří vyjíždí do terénu, přičemž se svým autem zničí celé město. Kytarista Paul Landers si mezitím představuje, jak zachraňuje dívku z plamenů. Když dojíždějí na místo, vidí klávesistu, jak chce skočit z budovy. Vytáhnou trampolínu, ta se však přetrhává a videoklip končí.

## Tracklist
1. Benzin – 03:47
2. Benzin (Combustion Remix) od Meshuggah – 05:05
3. Benzin (Smallstars Remix) od Ad-Rock – 03:45
4. Benzin (Kerosinii Remix) od Apocalypticy – 03:48